# Peter Mervyn Hunt
Sir Peter Mervyn Hunt, GCB, DSO, OBE (* 11. März 1916; † 2. Oktober 1988) war ein Offizier der British Army, der zuletzt als General zwischen 1973 und 1976 Chef des Generalstabes der British Army war. Später fungierte er von 1980 bis 1985 als Konstabler des Tower (Constable of the Tower) und war damit der höchste Offizier des Tower of London.

## Leben

### Offiziersausbildung und Verwendungen als Offizier und Stabsoffizier
Peter Mervyn Hunt, Sohn von H. V. Hunt, besuchte das Wellington College in Berkshire und begann danach eine Offiziersausbildung am Royal Military College Sandhurst. Nach deren Abschluss wurde er 1936 Leutnant (Second Lieutenant) im Infanterieregiment Queen’s Own Cameron Highlanders und nahm am Zweiten Weltkrieg teil. Er fand in der Folgezeit zahlreiche Verwendungen als Offizier und Stabsoffizier.
Im März 1960 wurde er als Brigadegeneral (Brigadier) Kommandeur (Commanding Officer) der in Inverness stationierten 152. Infanteriebrigade (152nd Infantry (Highland) Brigade) und verblieb auf diesem Posten bis Januar 1962. Danach löste er im Januar 1962 Brigadegeneral Derek Lang als Generalmajor für Verwaltung und Chef des Stabes des Schottland-Kommandos (Scottish Command) ab und verblieb in dieser Verwendung bis zu seiner Ablösung durch Brigadegeneral Edward Snowball im Dezember 1963. Im Anschluss trat er im Februar 1964 als Generalmajor (Major-General) die Nachfolge von Generalmajor Walter Walker als Kommandierender General (General Officer Commanding) der 17. Gurkha-Division (17th Gurkha Division) und hatte dieses Kommando bis zu seiner Ablösung durch Generalmajor Arthur Patterson im Dezember 1965 inne. Während dieser Zeit nahm die Division als Overseas Commonwealth Land Forces (Malaya) an der sogenannten Konfrontasi teil, ein Konflikt zwischen Indonesien und Malaysia, der von 1963 bis 1966 dauerte. Auslöser des Konfliktes war die Gründung des Staates Malaysia im Jahr 1963, welche vom damaligen indonesischen Präsidenten Sukarno nicht hingenommen wurde. Demgegenüber standen die Staaten des Commonwealth, insbesondere das  Vereinigte Königreich, Australien und Neuseeland unter Berufung auf das Anglo-Malayan Defence Agreement dem jungen Staat Malaysia militärisch bei. Nach seiner Rückkehr wurde er im Januar 1966 als Nachfolger von Generalmajor John Mogg Kommandant der Royal Military Academy Sandhurst und war dort bis August 1968 tätig, woraufhin Generalmajor Philip Tower ihn ablöste.
Danach wurde Peter Hunt im November 1968 Generalleutnant (Lieutenant-General) und übernahm von Generalleutnant Thomas Pearson den Posten als Oberkommandierender der Landstreitkräfte im Fernen Osten (General Officer Commanding-in-Chief, Far East Land Forces) und übte dieses Kommando bis zu seiner Ablösung durch Generalmajor Walter Babington „Sandy“ Thomas im Oktober 1970 aus. In dieser Verwendung wurde er am 1. Januar 1969 zum Knight Commander des Order of the Bath (KCB) geschlagen, so dass er fortan den Namenszusatz „Sir“ führte.

### Chef des Generalstabes und Konstabler des Tower
Im Anschluss löste General Peter Mervyn Hunt im Dezember 1970 General Desmond Fitzpatrick als Oberbefehlshaber der Britischen Rheinarmee BAOR (Commander-in-Chief, British Army of the Rhine) ab und bekleidete diesen Posten bis April 1973 aus, woraufhin General Harry Tuzo seine dortige Nachfolge antrat. In Personalunion war er zwischen Dezember 1970 und April 1973 auch Oberkommandierender der NATO-Heeresgruppe Nord NORTHAG (Northern Army Group). Während dieser Zeit wurde er am 1. Januar 1973 auch zum Knight Grand Cross des Order of the Bath (GCB) erhoben. Zuletzt übernahm er im Juli 1973 von General Michael Carver die Funktion als Chef des Generalstabes (Chief of the General Staff) der British Army, die er bis zu seinem Ausscheiden aus dem aktiven Militärdienst im Juli 1976 innehatte. Sein Nachfolger wurde daraufhin General Roland Gibbs.
Im August 1980 wurde Sir Peter Mervyn Hunt Nachfolger von Field Marshal Geoffrey Harding Baker als Konstabler des Tower (Constable of the Tower of London) und war damit der höchste Offizier des Tower of London. Er hatte dieses Amt bis Juli 1985 inne und wurde daraufhin erneut von General Roland Gibbs abgelöst. Er wurde ferner als Officer des Order of the British Empire (OBE) und Companion des Distinguished Service Order (DSO) ausgezeichnet. Von 1966 bis 1975 amtierte er als Colonel of the Regiment der Queen’s Own Highlanders (Seaforth and Camerons).
Hunt war zwei Mal verheiratet. In erster Ehe heiratete er am 24. Februar 1940 Anne Frances Joan Stopford, Tochter von Vizeadmiral Arthur Stopford und Mary Augusta Grace Chester-Master, und war mit ihr bis zu deren Tod am 19. Juli 1966 verheiratet. Aus dieser Ehe gingen die Tochter Nicola Mary Isobel Hunt sowie der Sohn Robin Chester Vaughan Hunt hervor, der als Oberst in der British Army diente. Die zweite Ehe mit Susan Davidson blieb kinderlos.